# Monobrachiidae
Monobrachiidae é uma família de cnidários hidrozoários da ordem Anthomedusae.

## Géneros
- Monobrachium Mereschkowsky, 1877